# Konstantínos Baloyánnis
Konstantínos Baloyánnis (en grec moderne : Κωνσταντίνος Μπαλογιάννης), né le 8 février 1999 à Thessalonique en Grèce, est un footballeur grec qui évolue au poste d'arrière gauche au Botev Plovdiv.

## Biographie

### Débuts professionnels
Né à Thessalonique, en Grèce, Konstantínos Baloyánnis est formé par le PAOK Salonique.
Après un passage de deux ans dans le centre de formation du PEC Zwolle aux Pays-Bas, il fait son retour au PAOK Salonique le 9 août 2017, signant son premier contrat professionnel. C'est avec ce club qu'il joue son premier match en professionnel,  le 20 décembre 2018 face à l'Aittitos Spata F.C. (en), en coupe de Grèce. Il entre en jeu à la place de Diego Biseswar et son équipe s'impose largement par six buts à zéro.
Le 25 juin 2019 est annoncé le prêt pour une saison de Baloyánnis au Volos FC.

### OFI Crète
Le 5 octobre 2020, Konstantínos Baloyánnis n'est pas conservé par le PAOK Salonique et il s'engage librement avec l'OFI Crète pour un contrat courant jusqu'en juin 2024.
Le 10 septembre 2022, Baloyánnis inscrit son premier but pour l'OFI Crète, lors d'une rencontre de championnat face au Panetolikós FC. Titularisé, son but sur une frappe lointaine ne permet pas à son équipe d'obtenir un résultat, celle-ci s'inclinant par deux buts à un.

### Botev Plovdiv
Le 26 juillet 2023, Konstantínos Baloyánnis rejoint la Bulgarie afin de s'engager en faveur du Botev Plovdiv. Il signe un contrat de trois ans, soit jusqu'en juin 2026.
Baloyánnis marque son premier but pour le Botev Plovdiv le 22 septembre 2023, lors d'une rencontre de championnat face au CSKA Sofia. Titulaire, il ne peut empêcher la défaite de son équipe par deux buts à un.

### En sélection
Konstantínos Baloyánnis joue son premier match avec l'équipe de Grèce espoirs, face à la Géorgie, le 6 juin 2019. Il entre en jeu lors de cette rencontre remportée par les siens sur le score de trois buts à zéro.